# ペッレグリーノ・ティバルディ
ペッレグリーノ・ティバルディと呼ばれたペッレグリーノ・ペッレグリーニ（Pellegrino Tibaldi、本名、Pellegrino Pellegrini、1527年ころ -  1596年ころ)はイタリアの画家、建築家である。

## 略歴
当時ミラノ公国の領地だったロンバルディアのヴァルソルダで石工の息子に生まれた。ボローニャでバニャカヴァッロとして知られる画家のバルトロメ・ラメンギ(Bartolommeo Ramenghi: 1484–1542)に絵を学び、建築も学んだ。1547年から1549年の間はローマに滞在し、ミケランジェロや、ペリーノ・デル・ヴァーガ(Perino del Vaga: 1501–1547)といったマニエリスムの画家から影響を受けた。
ボローニャの枢機卿、ルイージ・ポッジから多くの注文を受け、パラッツォ・ポッジ(Palazzo Poggi)やボローニャの教会やローマのパラッツォ・サッケッティ(Palazzo Sacchetti)の壁画を描いた。
1558年から1561年の間はアンコーナで活動し、メルカンティ邸やパラッツォ・フェレッティ(Palazzo Ferretti)の壁画を描いた。1561年からミラノの枢機卿カルロ・ボッロメーオと知り合い、ミラノに長く滞在し、ミラノの聖堂やその他の建物の建築家として働いた。
1586年から、スペイン王フェリペ2世にマドリードに招かれ、エル・エスコリアル修道院の仕事をした。この仕事はフェデリコ・ツッカリに依頼されたが、フェリペ2世の意に添わずツッカリは1588年にイタリアに帰国した。ツッカリの仕事を引き継ぎ、9年間、マドリードで仕事をした後、ミラノに戻った。
息子のドメニコ・ティバルディ（Domenico Tibaldi :1541-1583) も建築家として働いた。

## 作品

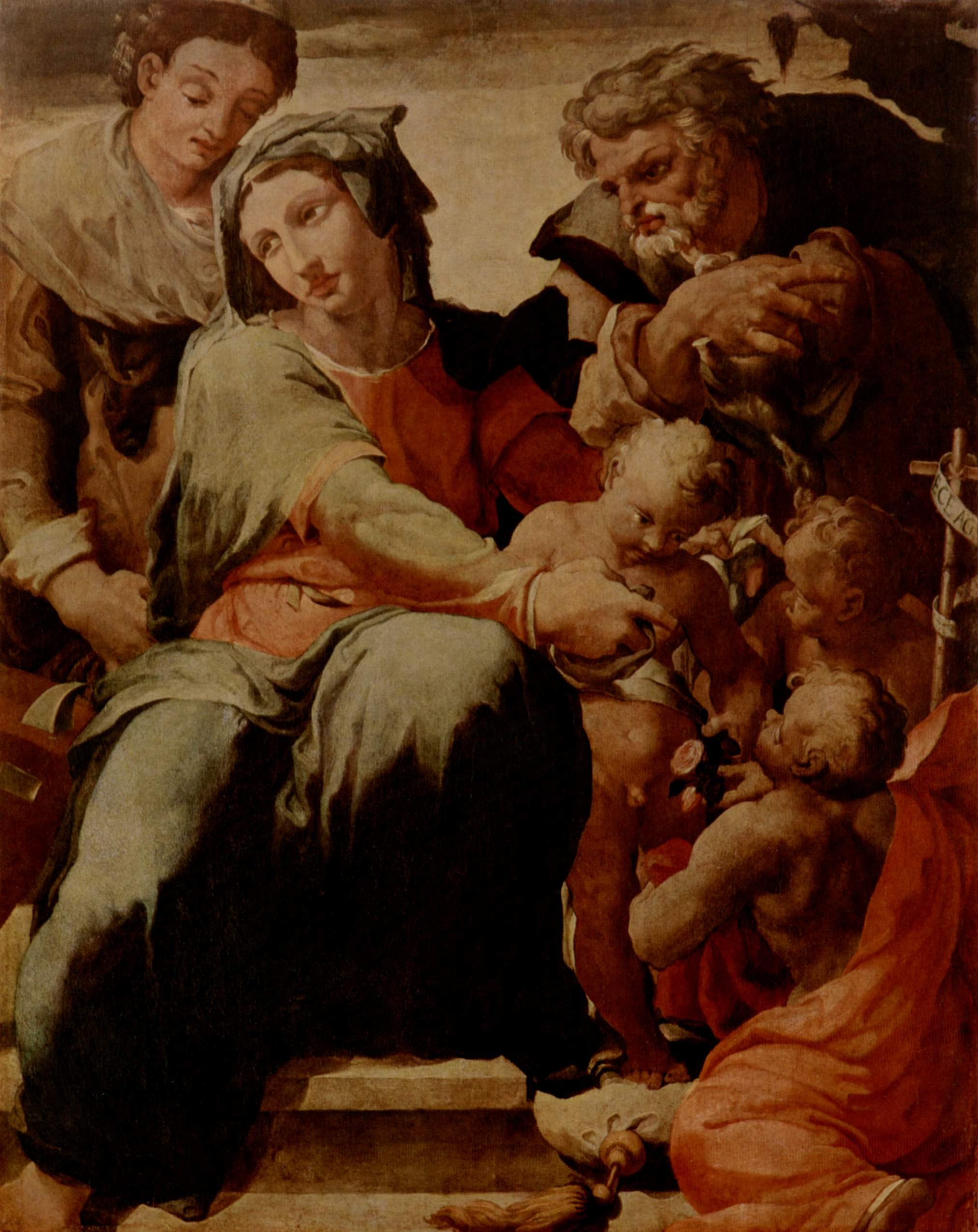
聖家族 (1550年代)
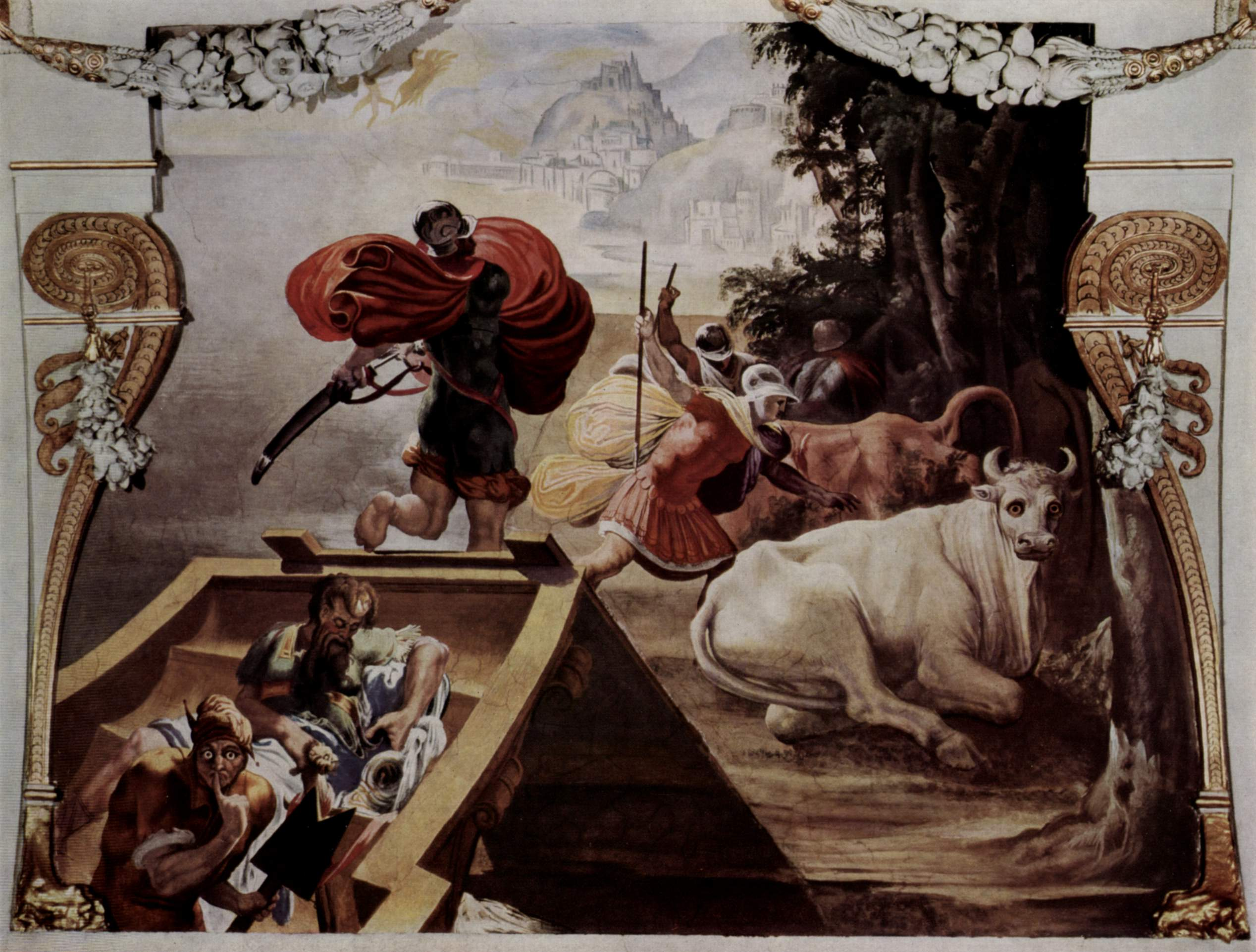
パラッツォ・ポッジの壁画「オデュッセウスの仲間」
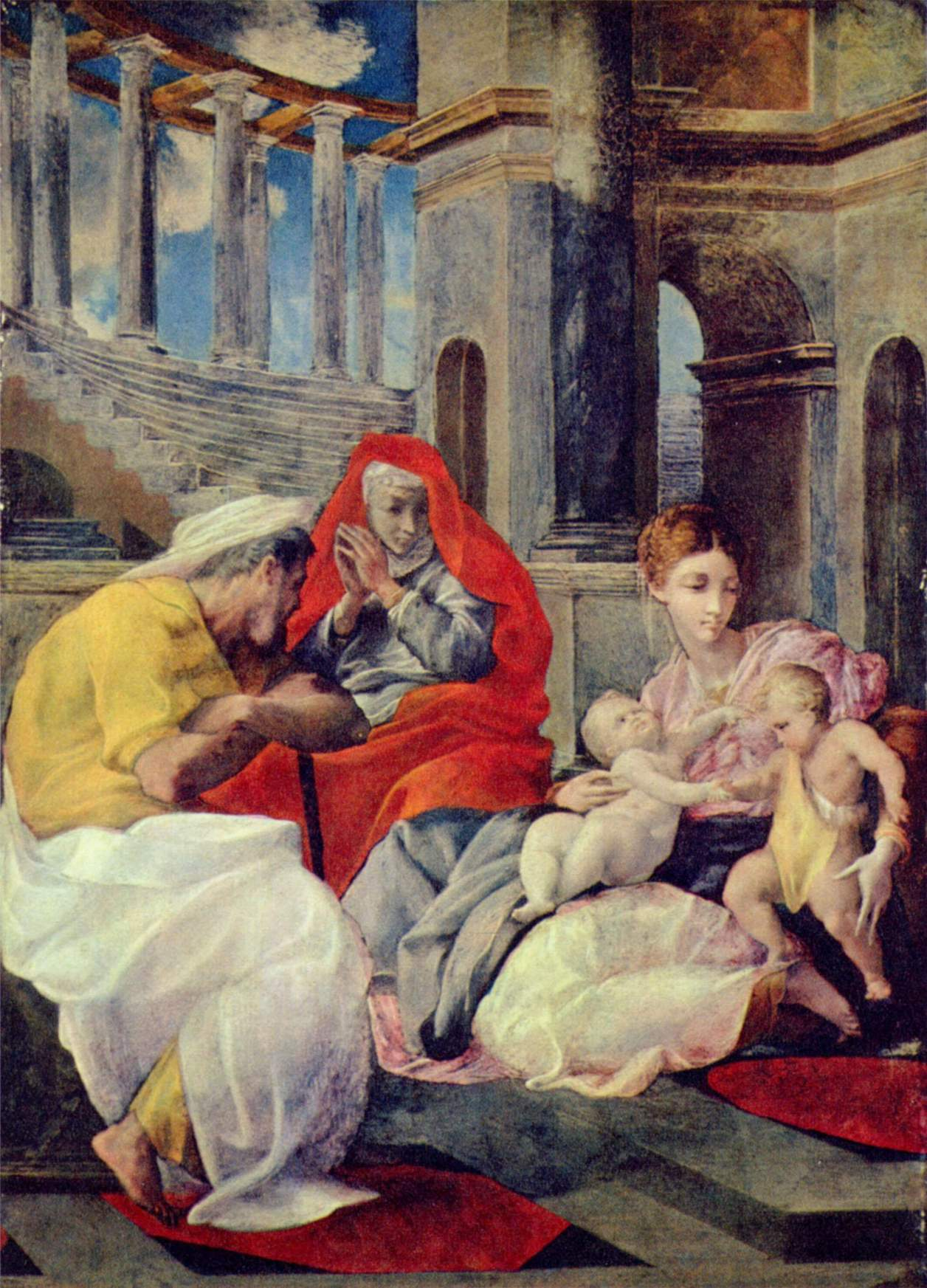
聖家族とエリザベト
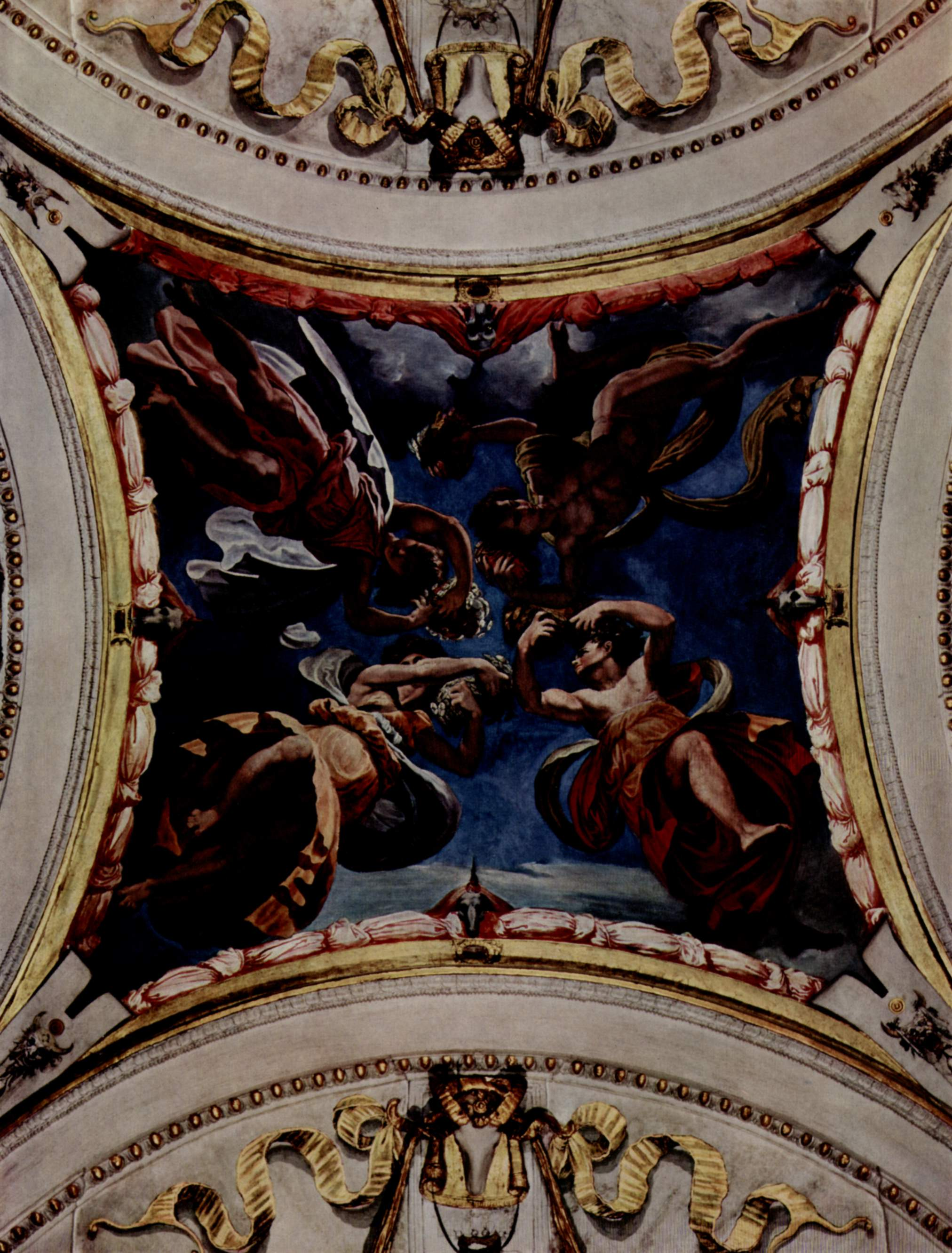